# توبياس باري
توبياس باري (بالإنجليزية: Tobias Barry)‏ هو قاضي وسياسي أمريكي، ولد في 12 أبريل 1924 في شيكاغو في الولايات المتحدة، وتوفي في 4 أبريل 2017 في لاسال في الولايات المتحدة. حزبياً، نشط في الحزب الديمقراطي. وقد انتخب عضو مجلس نواب إلينوي.